# Societas Europaea
Societas Europaea és una forma d'empresa registrada d'acord amb la legislació de la Unió Europea. No es registren en un registre europeu sinó al de l'estat membre on tenen la seu, però el registre es publica al butlletí oficial de la Unió Europea i el procés de fusió amb companyies dels estats membres se simplifica respecte al que tindria una societat d'un altre estat membre. Entre la seva introducció el 2004 i el 2014 més de 1800 societats s'havien registrat d'aquesta forma.